# Marie-Louise Vignon
Marie-Louise Vignon, née à Paris 6e le 24 mars 1888 et morte à Paris 15e le 27 janvier 1949, est une poétesse française.

## Biographie
Marie-Louise Vignon naît à Paris le 24 mars 1888. Ses parents son originaire des Vosges et de l'Oise.  
Très jeune, elle est fortement influencée par Sully Prudhomme et François Coppée.  
Elle est auteur de plusieurs ouvrages,, et collabore à plusieurs revues dont La Revue Française, L’Âme Latine, La Renaissance, Penseur, Annales Politiques et Littéraires, La Revue des Poètes, La Minerve Française, ainsi qu'à la Revue Franco-Nipponne,,,.
Son recueil Chants de jeunesse, publié chez Jouve et Cie, éditeurs, en 1911 est récompensé, la même année, du prix de littérature spiritualiste, dont le comité est présidé, à l'époque, par Charles de Pomairols.
En 1925, elle remporte le prix Jules-Davaine pour Le cœur ardent et grave, puis le prix Artigue, en 1933, pour Ciels clairs de France, et, enfin, le prix Le-Fèvre-Deumier, en 1938, pour Poèmes de la fidélité.
D'après son ami Maurice-Pierre Boyé, Marie-Louise Vignon résida rue du Ranelagh où elle recevait Cécile Périn, Amélie Murat, Isabelle Sandy, André Foulon de Vaulx, Henri Allorge, ainsi qu'Abel Léger, voisin de Marie-Louise. Puis, par la suite, elle résidera rue La Fontaine (renommée par la suite rue Jean-de-La-Fontaine).
Elle décède le 27 janvier 1949.

## Publications

### Ouvrages
- Chants de jeunesse, Jouve et Cie, éditeurs, 1911.
- La Douleur solitaire, poèmes, 1911-1919, Jouve et Cie, éditeurs, 1920.
- Ciels clairs de France, Jouve et Cie, éditeurs, 1922.

- Le cœur ardent et grave, R. Chiberre, 1924.
- Élégies secrètes (1924-1927), A. Lemerre, 1928.
- Ciels clairs de France, 2e série, 1922-1932, A. Messein, 1932.
- Poèmes de la fidélité (1928-1936), Éditions Corymbe, 1937.
- Berceuses de l'infini, préface de Maurice-Pierre Boyé, Jouve et Cie, éditeurs, 1951 (publication posthume)[2].

### Contributions
- article, dans la Revue Franco-Nipponne, no 1 du 15 février 1926 (aux côtés de Kikou Yamata, Michel Revon, Edmond Jaloux, Émile Steinilber-Oberlin[5], Henri de Regnier et René Maublanc[6]).
- article, dans la Revue Franco-Nipponne, no 5 du 10 avril 1926 (aux côtés de Kafū Nagai, Tameské soméya, Alphonse Daudet, Amélie Murat et Robert Chauvelot[7]).

- Poèmes, dans La petite Illustration no 592 du 3 septembre 1932 (32 pages ; recueil de poèmes par François-Paul Alibert, Paul Bourget, André Corthis, Claude Dervenn, Maurice Donnay, Alfred Droin, Paul Fort, Nicolette Hennique, Jean Lebrau, Jacques Madeleine, Ernest Prévost, Jean Renouard, Daniel Thaly et Isabelle Sandy).